# Curso de especialização tecnológica
Em Portugal, um curso de especialização tecnológica é um curso pós-secundário não superior que tem por objeto a formação profissional especializada e que se caracteriza por:
- Ser uma formação técnica de alto nível;
- A qualificação dela resultante incluir conhecimentos e capacidades que pertencem ao nível superior;
- Não exigir, em geral, o domínio dos fundamentos científicos das diferentes áreas em causa;
- As capacidades e conhecimentos adquiridos através dela permitirem assumir, de forma geralmente autónoma ou de forma independente, responsabilidades de conceção e ou de direção e ou de gestão[1];
- A sua permite permite acesso ao ensino superior e equivalências em Unidades Curriculares.

O Quadro Nacional de Qualificações (Portugal) classifica-o no nível 5

## Alguns cursos de especialização tecnológica
- Acolhimento em Instituição.
- Acompanhamento de Crianças e Jovens.
- Agricultura Biológica.
- Águas e Saneamento.
- Análises Químicas e Microbiológicas
- Animação Desportiva.
- Animação e Organização Cultural
- Animação em Turismo de Natureza e Aventura
- Animação em Turismo de Saúde e Bem - Estar
- Animação Sócio Educativa de Tempos Livres
- Aplicações de Métodos e Técnicas de Geologia
- Aplicações Informáticas de Gestão
- Aquacultura e Pescas
- Automação, Robótica e Controlo Industrial
- Banca e Seguros
- Condução de Obra
- Conservação e Restauro de Madeiras e Mobiliário
- Contabilidade
- Corte e Tecnologia de Carnes
- Desenvolvimento de Produtos Multimédia
- Design de Produto
- Eletrónica e Telecomunicações
- Energias Renováveis
- Gestão da Qualidade
- Gestão de Redes e Sistemas Informáticos
- Instalação e Manutenção de Redes e Sistemas Informáticos
- Instalação e Manutenção de Espaços Verdes
- Logística
- Monitorização Ambiental
- Operador Marítimo - Turístico
- Programação de Aplicações Web
- Secretariado e Assessoria Administrativa
- Qualidade Alimentar
- Técnicas de Lacticínios
- Técnico Auxiliar de Farmácia
- Técnicas de Intervenção Social em Toxicodependências
- Tecnologias e Programação de Sistemas de Informação
- Telecomunicações e Redes
- Topografia e Sistemas de Informação Geográfica

## Ligações Externas
Ofertas de Cursos de Especialização Tecnológica em Portugal